# Kathedrale von Eauze

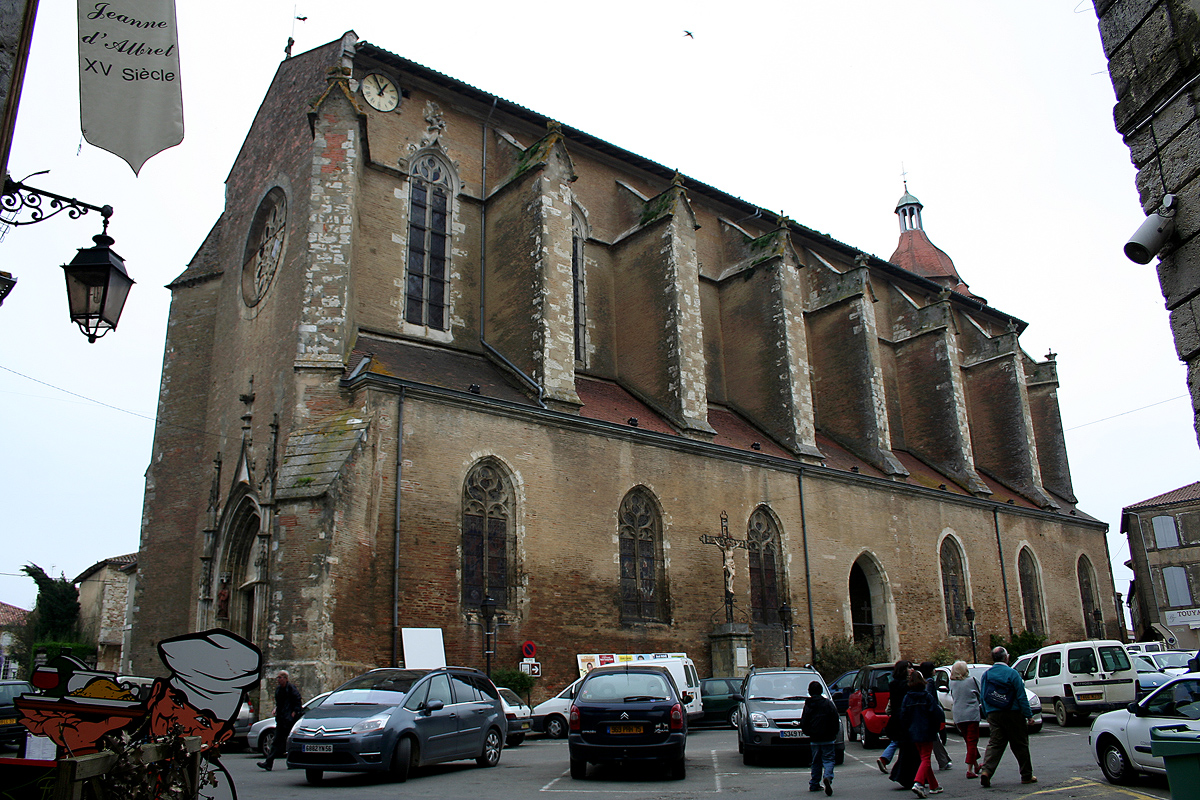
Sogenannte Kathedrale von Eauze

Die dem  Patrozinium des hl. Lupercus unterstellte sogenannte Kathedrale von Eauze ist ein spätgotisches Kirchenbauwerk aus der zweiten Hälfte des 15. Jahrhunderts in der Kleinstadt Eauze in der Weinbauregion Armagnac im Département Gers in der Region Okzitanien im Südwesten Frankreichs. Der Kirchenbau ist seit dem Jahr 1945 als Monument historique anerkannt.

## Geschichte

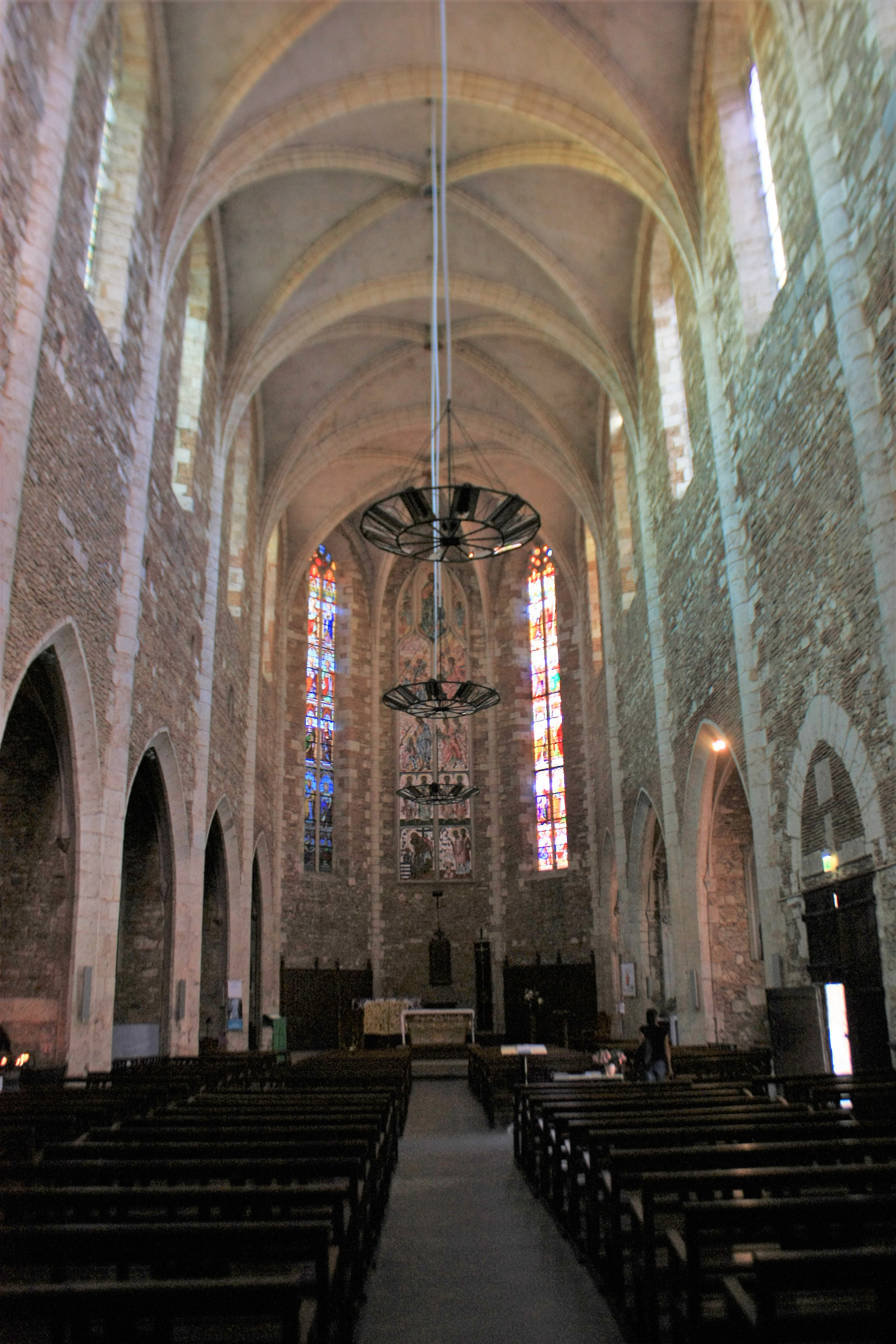
Langhaus und Chor

Die sogenannte „Kathedrale von Eauze“ war eigentlich nie eine Kathedrale, denn das in der Spätantike bestehende Erzbistum Eauze war bereits im 9. Jahrhundert erloschen. Im Jahr 1088 wurde die am Jakobsweg (Via Podiensis) nach Santiago de Compostela gelegene Kirche von Eauze eine Prioratskirche der Abtei Cluny. Im Jahr 1463 wurde Jean Marre, der bereits seit zwei Jahren Prior in Nérac war, zum Prior von Eauze berufen. Auf seine Initiative, vielleicht auch auf seine Geldmittel, ist der Neubau der Prioratskirche – eine der größten im Südwesten Frankreichs – zurückzuführen.

## Architektur
Der ursprünglich turmlose, gut 50 m lange, 18 m breite und mehr als 21 m hohe einschiffige Kirchenbau ist mit 13 Seitenkapellen versehen; er bietet außen wie innen ein spätgotisches Erscheinungsbild. Im Außenbau wird dies deutlich an den hochgezogenen, nunmehr als Strebepfeiler fungierenden Seitenschiffwänden und am Flamboyant-Maßwerk der Fenster. Das Innere der Kirche wird bestimmt durch die ungegliederten und kapitelllosen Halbsäulenvorlagen des Gewölbes. Die sieben Joche des Kirchenschiffs werden von einfachen vierteiligen Kreuzrippengewölben überspannt. Die Apsis ist polygonal gebrochen.

## Ausstattung
Das jahrhundertelang von Putz- und Farbschichten bedeckte Bruchstein-Mauerwerk ist in seiner heutigen Steinsichtigkeit beeindruckend; auch die lichte Höhe der Kirche ist ausgesprochen repräsentativ. Spätmittelalterliche oder barocke Ausstattungsgegenstände fehlen bzw. wurden entfernt. Bis auf wenige alte Gläser stammen die Glasfenster aus dem 19. Jahrhundert.